# Tom's Hardware
 (mai 2016).
Si vous disposez d'ouvrages ou d'articles de référence ou si vous connaissez des sites web de qualité traitant du thème abordé ici, merci de compléter l'article en donnant les références utiles à sa vérifiabilité et en les liant à la section « Notes et références ».
Tom’s Hardware est un site web traitant du matériel informatique consacré au gaming. Le site propose de suivre l’actualité au travers de news quotidiennes, de dossiers et tests de produits. Le site est édité par la société Galaxie Media.
Selon Nielsen/NetRatings, le site affichait 1,5 million de visiteurs uniques et 20 millions de pages vues en février 2008 en France. Quant à la communauté du site, elle a récemment dépassé le million.

## Historique
Le site est lancé aux États-Unis en avril 1996 par le docteur Thomas Pabst. Moins d’un an plus tard, en janvier 1997, le site dépasse le million de pages vues par mois, un score très important pour l’époque.
En février 1998, le site commence son internationalisation et des versions en d’autres langues sont préparées. La même année, le site publie un livre papier avec l'éditeur Macmillan, édité à 30 000 exemplaires.
Au mois d’août 1998, le site a 10 millions de pages vues.
Au cours des années suivantes, le site est adapté en allemand (octobre 1999), en polonais (avril 2000), en chinois (octobre 2000), en russe (mars 2003), en italien (juin 2003), en suédois (octobre 2004).
En 2007, TG Publishing, la société éditrice de Tom’s Hardware est  racheté par le groupe français Bestofmedia. Presence PC devient alors la version française de Tom’s Hardware.
En août 2010, Tom's Hardware poursuit son développement dans les pays nordiques avec l'ouverture de la version finnoise.
En 2013, Tom’s Hardware devient la propriété de TechMediaNetwork (qui change de nom en 2014 pour devenir Purch).
Depuis 2018, la version française de Tom’s Hardware est éditée par Galaxie Media (ex-Purch France).
2 novembre 2024 : La partie forum de Tom's hardware France est fermée.

## Contenu
Le contenu du site se divise autour de plusieurs pôles :
- Actualités : Présente les nouveautés du matériel informatique ;
- Tests: Présente des tests et comparatifs sur le matériel
- Dossiers : Propose différents articles et dossiers sur le matériel ;
- Comparatifs : Propose de comparer les différents produits pour savoir lequel est le plus performant ;
- Forum : Propose de partager avec les autres internautes son opinion sur le matériel, le site... (section fermée le 2 novembre 2024)